# آله مولر
آله مولر (سوئدی: Ale Möller؛ زادهٔ ۱۹۵۵) یک موسیقی‌دان و آهنگساز اهل سوئد است. وی از سال ۱۹۷۷ میلادی تاکنون مشغول فعالیت بوده‌است.
از فیلم‌ها یا برنامه‌های تلویزیونی که وی در آن نقش داشته است، می‌توان به حادثه قریب‌الوقوع اشاره کرد.